# Euptera hirundo
La Euptera hirundo es una especie de  Lepidoptera, de la familia Nymphalidae,  subfamilia Limenitidinae, tribu Adoliadini, pertenece al género Euptera.

## Subespecies
- Euptera hirundo hirundo
- Euptera hirundo lufirensis (Joicey & Talbot, 1921)

## Localización
Esta especie de Lepidoptera y las subespecies se encuentran localizadas en Gabón, Camerún, Nigeria y República Democrática del Congo (África).